# Signalspitze
Signalspitze är en bergstopp i Österrike. Den ligger i distriktet Landeck och förbundslandet Tyrolen, i den västra delen av landet. Toppen på Signalspitz är 3 156 meter över havet. Signalspitz ingår i Silvrettagruppen.
Den högsta punkten i närheten är Nördliche Chalausspitze, 3 161 meter över havet, direkt öster om Signalspitze. Närmaste större samhälle är på Österrikes sida Ischgl, 17,8 km norr om Signalspitze. 
Trakten runt Signalspitze består i huvudsak av kala bergstoppar och isformationer.